# Черемшанское сельское поселение (Апастовский район)
Черемшанское се́льское поселе́ние — муниципальное образование в Апастовском районе Татарстана Российской Федерации.
Административный центр — село Черемшан.

## История
Статус и границы сельского поселения установлены Законом Республики Татарстан от 31 января 2005 года № 8-ЗРТ «Об установлении границ территорий и статусе муниципального образования "Апастовский муниципальный район" и муниципальных образований в его составе»

## Население
| 2010 | 2011 | 2012 | 2013 | 2014 | 2015 | 2016 |
| ---- | ---- | ---- | ---- | ---- | ---- | ---- |
| 1003 | ↘996 | ↘946 | ↘916 | ↘882 | ↘850 | ↘811 |
| 2017 | 2018 |      |      |      |      |      |
| ↘791 | ↘757 |      |      |      |      |      |

## Состав сельского поселения
| № | Населённый пункт | Тип населённого пункта       | Население |
| - | ---------------- | ---------------------------- | --------- |
| 1 | Аюкудерган       | село                         |           |
| 2 | Багишево         | село                         |           |
| 3 | Черемшан         | село, административный центр |           |